# Parkmore (Whiskybrennerei)
Parkmore war eine Whiskybrennerei in Dufftown, Banffshire, Moray, Schottland. Der erzeugte Brand war somit der Whiskyregion Speyside zuzuordnen. Sie lag in der Nähe der heute noch aktiven Brennereien Glendullan und Glenfiddich. Die Brennereigebäude sind in den schottischen Denkmallisten in die Kategorie B einsortiert.

## Geschichte
Die Brennerei wurde 1894 von der Parkmore Distillery Co. zur Herstellung von Malt Whisky gegründet. Um das Jahr 1900 übernahmen James Watson & Co. das Unternehmen, die wiederum 1923 von John Dewar & Sons übernommen wurden. 1925 gelangte die Brennerei in die Hände von Distillers Company Ltd. (DCL) und schließlich 1930 zu Scottish Malt Distillers (SMD), die den Betrieb 1931 endgültig einstellten. Die Lagerhäuser wurden anschließend noch länger genutzt. Zahlreiche Gebäude der alten Parkmore-Brennerei sind bis heute vorhanden und sie gilt als die besterhaltene Brennerei aus der Zeit des Whiskybooms gegen Ende des Viktorianischen Zeitalters.